# 皮恩扎市政厅

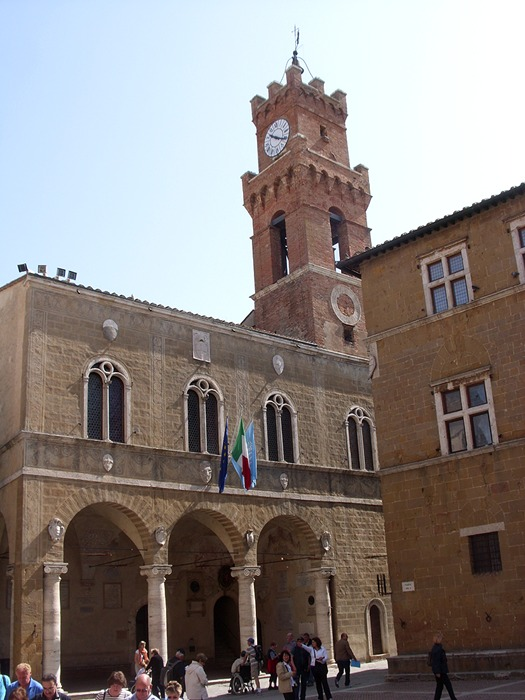

皮恩扎市政厅（Palazzo Comunale di Pienza）皮恩扎的一座历史建筑，位于皮恩扎主教座堂前的庇护二世广场。
这座宫殿可能是由贝尔纳多·罗塞利诺设计的，门廊上有三个拱门，和爱奥尼柱式的柱子。
立面全部使用洞石，在顶部开四个直棂窗，有一个砖砌的钟楼，设有长窗户和顶部的双石柱。立面的门廊内装饰有曾住在这里的历任长官、庇护二世皮科洛米尼的，以及皮恩扎省、市的的徽章。
 
在宫殿的左侧，有一个15世纪的小房子，其侧面可以俯瞰马可尼街。
在建筑内部的理事厅（Sala del Consiglio），有一幅锡耶纳画派的15世纪壁画，描绘“圣母子”以及皮恩扎的主保圣人（圣维笃、圣模德多和圣玛窦）。